# 후지시로역
후지시로역(일본어: 藤代駅, ふじしろえき)은 일본 이바라키현 도리데시에 있는 동일본 여객철도의 철도역이다. 도리데 방면으로 수백미터 지점에 절연 구간이 존재하며, 도리데 방면으로는 직류 구간, 후지시로 방면은 교류 구간이다.

## 역 구조
상대식 승강장 2면 2선 형태의 지상역이며, 교상역사를 가지고 있다.

### 승강장
| 1 | ■ 조반선 | 쓰치우라·미토·가쓰타·다카하기 방면                       |
| 2 | ■ 조반선 | 도리데·마쓰도·우에노·도쿄·시나가와 방면 (우에노도쿄라인) |

## 사진

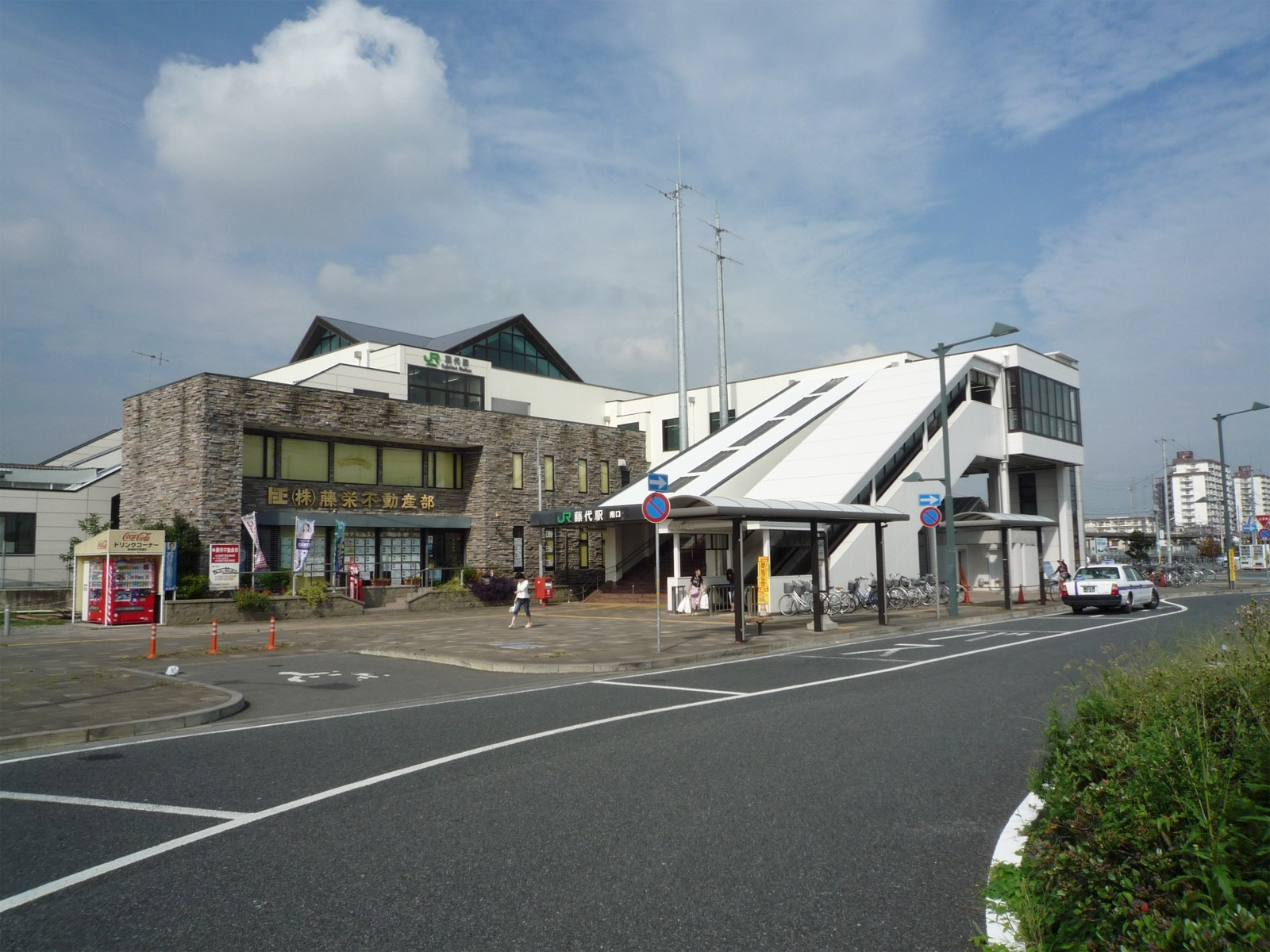
남쪽 출구

## 역사
- 1896년 12월 25일 - 일본 철도의 역으로서 개업하였다.
- 1906년 11월 1일 - 국유화에 따라 국철의 소속이 되었다.
- 1987년 4월 1일 - 민영화에 따라 동일본 여객철도의 소속이 되었다.
- 2001년 11월 18일 - 스이카의 사용이 개시되었다.

## 인접역
| 동일본 여객철도      | 동일본 여객철도 | 동일본 여객철도      |
| -------------------- | --------------- | -------------------- |
| 도리데 시나가와 방면 | ■조반선         | 사누키 다카하기 방면 |